# Niels Hintermann
Niels Hintermann, född 5 maj 1995, är en schweizisk alpin skidåkare som debuterade i världscupen den 28 november 2015 i Lake Louise i Kanada. Hans första pallplats i världscupen kom när han vann alpin kombination den 13 januari 2017 i Wengen i Schweiz.